# Molino Harinero del Este
El Molino Harinero del Este está ubicado en la ciudad de Pando (sobre Luis A. de Herrera, a 2 cuadras del Parque de Pando), localidad del departamento de Canelones, en Uruguay. En el año 2004, ante la gestión de vecinos de la ciudad, el edificio fue declarado Monumento Histórico por la Presidencia.

## Historia
Originariamente,el molino perteneció a Vicente Carrió quien lo usaba para la destilación de alcohol. Posteriormente pasó a ser propiedad del Ingeniero Luis Andreoni, quien instaló el Molino Harinero del Este. Esta construcción es uno de los vestigios de la importancia de la industria harinera en el departamento de Canelones durante el siglo XIX, una de las regiones del país con mayor cantidad de molinos.

## Descripción
Testimonios de la época en que el molino funcionaba dan cuenta de la amplitud de sus instalaciones y de la tecnología de avanzada que utilizaba para la elaboración de harinas.